# Thordisa bimaculata
Thordisa bimaculata är en snäckart som beskrevs av Lance 1966. Thordisa bimaculata ingår i släktet Thordisa och familjen Discodorididae. Inga underarter finns listade i Catalogue of Life.